# Anfiteatro Mirador Pablo Neruda
El anfiteatro Mirador Pablo Neruda es un espacio dedicado a actividades artísticas y un mirador ubicado en la cumbre del cerro Los Gemelos, en el parque Metropolitano de la ciudad de Santiago, Chile. 

## Características
Diseñado por los arquitectos Humberto Eliash y Carlos Martner, fue inaugurado en el año 2010, y cuenta con una capacidad de 1000 personas.
Edificado en piedras y concreto, tiene en su centro un escenario rodeado de muros curvos, con dos miradores a sus costados ubicados cinco metros más arriba que la plaza central. Bajo el escenario se encuentran sus bodegas y demás instalaciones.
En septiembre de 2022, el mirador fue el lugar escogido para el cierre de la campaña electoral de la opción «Rechazo» en el plebiscito constitucional de ese año.